# Teodorico de Chartres
Teodorico de Chartres (Thierry de Chartres, em francês, ou Theodoricus Chartrensis, em latim) (morreu antes de 1155, provavelmente em 1150) foi um filósofo do século XII desenvolvendo a sua ação em Chartres e Paris, França.
A Escola de Chartres foi um centro de estudo avançado antes da primeira universidade ter sido fundada em França, tendo Thierry sido seu chanceler quando o seu antecessor, Gilberto de Poitiers, regressou como bispo à sua cidade natal em 1141. João de Salisbury, Herman de Caríntia e Clarembald de Arras contaram-se entre os estudantes de Thierry.
Além de líder da Escola, Thierry foi uma figura importante na filosofia e ensino do século XII, e como muitos dos mestres da época foi um seguidor dos princípios da obra Timeu de Platão aplicando a filosofia às questões teológicas.
Alguns estudiosos modernos defenderam que Thierry fora irmão de Bernardo de Chartres que tinha fundado a Escola de Chartres, mas pesquisas posteriores têm demonstrado que isso é improvável.

## Obras

### Hexaemeron
O Hexaemeron interpreta o Livro do Génesis tendo por referência a obra Timeu de Platão. O texto serve como uma defesa racional da existência de Deus, baseando-se na filosofia natural platónica e na lógica aristotélica para explicar a criação do mundo. Thierry afirma que o momento da criação divina foi o início do tempo, e, na sequência disso, a criação evoluiu naturalmente através das combinações dos quatro elementos (fogo, ar, água e terra). Segundo Thierry, Deus criou os quatro elementos no primeiro momento. O fogo que está em constante movimento rodou e iluminou o ar dando origem ao primeiro dia e primeira noite. No segundo dia, o fogo aqueceu a água fazendo-a subir para os céus e formar as nuvens. Devido à redução da água, a terra imergiu no terceiro dia. A continuação do aquecimento das águas acima do firmamento levou à criação dos corpos celestes no quarto dia. O aquecimento posterior da terra foi a causa da vida vegetal, animal e humana que surgiu nos quinto e sexto dias.
A explicação por Thierry da criação do mundo é baseada numa interpretação teológica das quatro causas de Aristóteles, que ele identifica com as três pessoas da Trindade mais a matéria (composta pelos Quatro elementos): o Pai é a Causa eficiente, o Filho é a Causa formal, o Espírito Santo é a Causa final e os quatro elementos são a Causa material.
Segundo Thierry, o acto da criação divina é limitado à criação dos quatro elementos, que a seguir evoluiram por si mesmos, misturaram-se de acordo com proporções matemáticas e fizeram o mundo físico.

### Heptateuch
O Heptateuch é uma grande enciclopédia de informação relativa às artes liberais, tudo dentro do contexto da unidade académica e teológica. Em particular, analisa os modos em que diferenciam os vários tipos de conhecimento, fundamentando ainda um único propósito: explicar a ordem na realidade. Os trivium (lógica, gramática e retórica) abordam a veracidade, consistência e beleza da linguagem de expressão. Os quadrivium (geometria, astronomia, aritmética e música) proporcionam o conteúdo intelectual na necessidade de expressão.
Thierry também escreveu alguns comentários sobre De Trinitate de Boécio.

## Publicações
- Commentaries on Boethius by Thierry of Chartres and His School, ed. N. M. Häring, Toronto 1971.
- The Latin Rhetorical Commentaries by Thierry of Chartres, ed. K. M. Fredborg, Toronto 1988.
- The Commentary on the De arithmetica of Boethius, ed. I. Caiazzo, Turnhout 2015.

### Leituras adicionais
- Édouard Jeauneau, História Breve da Filosofia Medieval, Editorial Verbo, 1968, Lisboa.
- Peter Dronke, "Thierry of Chartres", in P. Dronke, A History of Twelfth Century Western Philosophy, Cambridge, 1988.
- Peter Ellard, The Sacred Cosmos: Theological, Philosophical, and Scientific Conversations in the Twelfth Century School of Chartres, University of Scranton Press, 2007.